# Przyzórz (gromada)
Przyzórz – dawna gromada, czyli najmniejsza jednostka podziału terytorialnego Polskiej Rzeczypospolitej Ludowej w latach 1954–1972.
Gromady, z gromadzkimi radami narodowymi (GRN) jako organami władzy najniższego stopnia na wsi, funkcjonowały od reformy reorganizującej administrację wiejską przeprowadzonej jesienią 1954 do momentu ich zniesienia z dniem 1 stycznia 1973, tym samym wypierając organizację gminną w latach 1954–1972.
Gromadę Przyzórz z siedzibą GRN w Przyzorzu utworzono – jako jedną z 8759 gromad na obszarze Polski – w powiecie kutnowskim w woj. łódzkim, na mocy uchwały nr 30/54 WRN w Łodzi z dnia 4 października 1954. W skład jednostki weszły obszary dotychczasowych gromad Długołęki, Dąbkowice i Przyzórz ze zniesionej gminy Strzelce oraz obszary dotychczasowych gromad Jaworzyna, Pobórz i Skarżynek a także wieś Marianka z dotychczasowej gromady Raj ze zniesionej gminy Oporów w tymże powiecie. Dla gromady ustalono 15 członków gromadzkiej rady narodowej.
1 lipca 1968 gromadę zniesiono, a jej obszar włączono do gromad: Strzelce (wieś Dąbkowice, wieś Marianka, wieś i parcelę Długołęka, kolonię Żabieniec, osadę cegielnianą Glinice, wieś Przyzórz i wieś Augustynów) i Oporów (wieś Jaworzyna, wieś Skarżynek, wieś Feliksów, wieś i kolonię Pobórz oraz kolonię Skarżyn) w tymże powiecie.